# Hidalgo (bướm đêm)
Hidalgo là một chi bướm đêm thuộc họ Geometridae.

## Các loài
- Hidalgo agonaria
- Hidalgo maidiena
- Hidalgo terranea